# 承保
承保（1074年9月16日~1077年12月5日）是日本的年號之一。使用這個年號的天皇是白河天皇。

## 改元
- 延久六年八月二十三日（1074年9月16日） 改元承保。
- 承保四年十一月十七日（1077年12月5日） 改元承曆。

## 出處
《尚書·洛誥》：周公拜手稽首曰：「王命予來承保乃文祖受命民；越乃光烈考武王弘朕恭。……」

## 紀年、西曆、干支對照表
| 承保 | 元年   | 二年   | 三年   | 四年   |
| 公元 | 1074年 | 1075年 | 1076年 | 1077年 |
| 干支 | 甲寅   | 乙卯   | 丙辰   | 丁巳   |